# (4261) Gekko
(4261) Gekko ist ein Asteroid des Hauptgürtels, der am 28. Januar 1989 vom japanischen Astronomen Yoshiaki Ōshima am Gekkō-Observatorium (IAU-Code 888) entdeckt wurde.
Der Asteroid wurde nach dem Ort seiner Entdeckung benannt.